# 김지훈 (요트 선수)
김지훈(1985년 6월 27일~)은 대한민국의 요트 선수이다. 인천광역시체육회에서 플레잉코치로 활동하고 있으며, 2014년 아시안 게임 금메달리스트이다.